# Monte Herzl
Il Monte Herzl (in ebraico הר הרצל Har Herzl‎?), conosciuto anche come Har Hazikaron (in ebraico הר הזכרון Har HaZikaron‎?, Monte della Memoria) si trova ad ovest rispetto a Gerusalemme, in Israele. Trae il suo nome da Theodor Herzl, fondatore del sionismo, che vi fu sepolto nel 1949.
Vi si trovano lo Yad Vashem, la Monte Herzl Plaza, un grande cimitero militare e le tombe di importanti personaggi israeliani e personalità del sionismo, fra i quali il già citato Theodor Herzl.